# Попович Сергій Іванович
Сергі́й Іва́нович Попо́вич (* 9 липня 1959, м. Ватутіне Черкаської області) — український науковець, педагог, історик, краєзнавець, громадський діяч. Перший проректор (1994–2011) та ректор (2012–2013) Інституту туризму ФПУ, в.о. ректора (2013–2014) Академії праці, соціальних відносин і туризму; кандидат історичних наук (1994). Почесний працівник туристичної галузі України, заступник голови Національної спілки краєзнавців України (до 2012 року). Голова Ревізійної комісії Національної спілки краєзнавців України (2012—2017), член Правління НСКУ. Почесний краєзнавець України (2013).

## Освіта
- Закінчив історичний факультет Київського державного університету імені Т. Г. Шевченка (1981).

## Наукові інтереси
До кола наукових інтересів входять питання історії вітчизняного туризму, методики та практики екскурсійної справи, взаємодії туризму та краєзнавства, популяризації історико-культурної спадщини засобами туризму та екскурсій. Автор понад 40 наукових публікацій.

## Нагороди, почесні звання
- Відмінник освіти України (1996)
- Орден «За заслуги» ІІІ ступеня (2001)
- Почесний краєзнавець України (2013)